# 성신여자중학교 (경북)
성신여자중학교(聖信女子中學校)는 대한민국 경상북도 상주시 계산동에 있는 사립 중학교이다.

## 학교 연혁
- 1966년 12월 28일 : 학교법인 옥천학원 설립 인가
- 1967년 2월 24일 : 성신중학교 설립 인가 (6학급)
- 1967년 3월 10일 : 성신중학교 개교식 (6학급)
- 1967년 7월 25일 : 성신여자중학교로 교명 변경
- 1967년 11월 9일 : 제1대 김갑준 교장 취임
- 1970년 1월 16일 : 제1회 졸업식 (108명)
- 1975년 4월 3일 : 육주학원 이사장 박병립 옥천학원 이사장으로 취임
- 1976년 2월 12일 : 학칙인가 변경 (15학급)
- 1977년 4월 11일 : 옥천학원을 육주학원으로 합병
- 2003년 10월 1일 : 성신도서관 개관
- 2004년 7월 1일 : 과학실 현대화 사업
- 2018년 3월 1일 : 선진형 교과교실제 사업(전자칠판 및 리모델링) 완료
- 2023년 9월 1일 : 제25대 최영운 교장 취임
- 2024년 2월 7일 : 제55회 졸업식(졸업생 130명, 총 11,235명)
- 2024년 3월 4일 : 입학식(신입생 118명)

## 참고 자료
- 성신여자중학교 - 한국교육학술정보원 학교알리미